# Puerto Yeruá
Puerto Yeruá är en ort i Argentina.   Den ligger i provinsen Entre Ríos, i den östra delen av landet, 300 km norr om huvudstaden Buenos Aires. Puerto Yeruá ligger 26 meter över havet och antalet invånare är 1 541.
Terrängen runt Puerto Yeruá är platt. Runt Puerto Yeruá är det glesbefolkat, med 8 invånare per kvadratkilometer.. Närmaste större samhälle är Concordia, 16,0 km norr om Puerto Yeruá.
Trakten runt Puerto Yeruá består i huvudsak av gräsmarker.